# Canon Powershot G1 X Mark III
Canon Powershot G1 X Mark III är en digital kompaktkamera som tillkännagavs av Canon den 16 oktober 2017 och som kom ut i november samma år. Kameran är efterföljaren till Canon Powershot G1 X Mark II från februari 2014 och ingår i Powershot G-serien.

## Specifikationer
Den har 24,2 megapixlar (vilket ger en max upplösning på 6 000×4 000) och en APS-C CMOS-sensor samt en processor av typen DIGIC 7. Sensorn är likadan som i systemkamerorna Canon EOS 77D och Canon EOS M5. Kameran väger cirka 399 g (inklusive batteri och minneskort) och har inbyggt Wi-Fi, NFC och Bluetooth samt kan ta kort i RAW eller JPEG. Objektivet har 3x optisk zoom och en bländaröppning på f/2,8-5,6 med en brännvidd på 24–72 mm. Det går att överföra bilder via Wi-Fi via en smartphone eller via SD, SDHC eller SDXC minneskort. Kamerans högsta upplösning är 1080p i 60 bilder per sekund. Kameras ISO är mellan 100 och 25 600 men finns även som autofunktion. Den har ett separat batteri men kan även laddas via USB 2.0. Kameran har en inbyggt mikrofon men ingen mikrofonport. Den har även ett micro-HDMI uttag och en inbyggd blixt som är uppfällbar. LCD-skärmen på baksidan av kameran går att fälla ut och vrida, vilket gör att man kan se sig själv på skärmen när man tar selfies. Skärmen är en pekskärm.